# Moncler
Moncler S.p.A. is opgericht in 1952 in Milaan door René Ramillon en André Vincent. Het is een Italiaans bedrijf dat zich bezighoudt met luxe sportkleding en accessoires.

## Activiteiten
Moncler is een fabrikant en verkoper van luxe buitenkleding. Ongeveer driekwart van de omzet wordt behaald via verkopen in de eigen winkels. Per eind 2022 waren er 323 winkels, waarvan 251 van Moncler en 72 Stone Island winkels. De rest van de omzet wordt behaald in winkels van anderen door middel van het shop-in-shop concept.
De omzet in 2022 kwam uit op € 2,6 miljard, waarvan zo'n € 0,4 miljard bijgedragen door Stone Island. De nettowinstmarge was ruim 23% in 2022.
De aandelen staan op de Borsa Italiana genoteerd en het bedrijf maakt deel uit van de FTSE MIB aandelenindex. In 2022 was Double R S.r.l. de grootste aandeelhouder met een belang van 23,7%.

### Resultaten
| Jaar | Total inkomsten | Netto- resultaat |
| ---- | --------------- | ---------------- |
| 2013 | 581             | 76,1             |
| 2014 | 694             | 130,3            |
| 2015 | 880             | 167,9            |
| 2016 | 1040            | 196,0            |
| 2017 | 1194            | 249,7            |
| 2018 | 1420            | 332,4            |
| 2019 | 1628            | 361,5            |
| 2020 | 1440            | 300,4            |
| 2021 | 2046            | 393,5            |
| 2022 | 2603            | 606,7            |
| 2023 | 2984            | 611,9            |
| 2024 | 3109            | 639,6            |

## Geschiedenis
De naam is een afkorting van Monestier-de-Clermont, een dorp in de bergen bij Grenoble. De eerste gewatteerde jassen werden gemaakt om arbeiders tegen de kou te beschermen. Ze gebruikten de jassen bovenop hun overall. De Franse bergbeklimmer Lionel Terray zag de jassen en zag voor recreatieve buitenactiviteiten, zoals wintersporters en bergbeklimmers, de potentie. Zijn naam werd verbonden aan de kledingcollectie voor deze doelgroep. In 1954 maakten de jassen deel van de uitrusting uit van de Italiaanse expeditie naar de K2, een 8611 meter hoge bergtop op de Pakistaans-Chinese grens.
In 2003 werd Moncler opgekocht door de Italiaanse ondernemer Remo Ruffini, die actief de gewatteerde jas wereldwijd is gaan verkopen. Op 16 december 2013 ging het bedrijf naar de Italiaanse aandelenbeurs. De introductiekoers was € 10,20 per aandeel. Op de eerste handelsdag steeg de koers met 47% waarmee het bedrijf een beurswaarde kreeg van zo'n € 3,7 miljard.
In december 2020 werd de overname aangekondigd van het Italiaanse kledingmerk Stone Island. Moncler betaalde € 1,1 miljard, waarvan een deel in aandelen. Moncler kocht 50% van de aandelen van eigenaar en bestuursvoorzitter Carlo Rivetti, 20% van een aantal familieleden en de resterende 30% kwam van de Singaporese staatsinvesteerder Temasek. Stone Island werd in 1982 opgericht en heeft 24 eigen winkels, maar driekwart van de omzet wordt behaald met verkopen via derden. De transactie werd op 31 maart 2020 afgerond.
AB Inbev ·
ABN AMRO ·
Accor ·
ADP ·
Adyen ·
AEGON ·
Ageas ·
Ahold Delhaize ·
AIB ·
Air Liquide ·
Airbus ·
Aker BP ·
AkzoNobel ·
ArcelorMittal ·
Argenx ·
ASMI ·
ASML ·
ASR Nederland ·
AXA ·
Banca Mediolanum ·
Banco BPM ·
Bank of Ireland ·
BioMérieux ·
BNP Paribas ·
Bouygues ·
Bureau Veritas ·
Capgemini ·
Carrefour ·
Crédit Agricole ·
Danone ·
Dassault Systèmes ·
DNB ·
DSM-Firmenich ·
EDP ·
Eiffage ·
Enel ·
ENGIE ·
Eni ·
Equinor ·
EssilorLuxottica ·
Eurofins Scientific ·
Euronext ·
Ferrari ·
FinecoBank ·
Galp Energia ·
Generali ·
Heineken ·
ING ·
Intesa Sanpaolo ·
INWIT ·
Ipsen ·
J. Martins ·
KBC ·
Kering ·
Kerry ·
Kingspan ·
Kongsberg Gruppen ·
KPN ·
Legrand ·
Leonardo ·
LVMH ·
Mediobanca ·
Michelin ·
Moncler ·
Mowi ·
NN Group ·
Norsk Hydro ·
Orange ·
Pernod Ricard ·
Philips ·
Poste Italiane ·
Prosus ·
Prysmian ·
Publicis ·
Recordati ·
Renault ·
Ryanair ·
Safran ·
Saint-Gobain ·
Sanofi ·
Schneider Electric ·
Shell ·
Snam ·
Société Générale ·
Sodexo ·
Stellantis ·
STMicroelectronics ·
Telenor ·
Tenaris ·
Terna ·
Thales ·
TotalEnergies ·
UCB ·
UMG ·
Unibail-Rodamco-Westfield ·
UniCredit ·
Unipol ·
Veolia Environnement ·
VINCI ·
Wolters Kluwer